# Gamochaeta
Gamochaeta es un género de plantas con flores perteneciente a la familia de las asteráceas. Comprende 81 especies descritas y de estas, solo 56  aceptadas. Se distribuye por las regiones templadas del Nuevo Mundo con algunas especies en el Viejo Mundo.

## Descripción
Son hierbas anuales o bianuales, que alcanzan un tamaño de hasta 0.6 m de alto; tallos ramificados, decumbentes o erectos. Hojas basales arrosetadas, oblongo-espatuladas, 3–10 cm de largo y 0.8–2 cm de ancho, marcescentes, ápice obtuso a redondeado, raramente agudo, apiculado, base truncada y abrazando al tallo, márgenes enteros, a veces undulados distalmente discoloras, haz escasamente aracnoide-tomentosa, glabrescente o comúnmente glabra y verde brillante, envés tomentoso, las hojas caulinares linear-oblongas a espatuladas, gradualmente más pequeñas hacia la parte superior, pubescencia similar a las hojas basales; sésiles. Capitulescencias espiciformes, terminales o axilares; capítulos disciformes, 3–4 mm de largo y 1.5–2.5 mm de ancho; filarias de 22, en 3–4 series, imbricadas, escariosas, pajizas a cafés, las exteriores ovadas, de 2 mm de largo, ápice obtuso a agudo, las internas linear-oblongas, 3–4 mm de largo, ápice obtuso a redondeado, ocasionalmente mucronulado, glabras; flósculos del radio ca 100, pistilados, las corolas filiformes, ca 2 mm de largo; flósculos del disco 1–5, perfectos, las corolas angostamente tubulares, ca 2.2 mm de largo. Aquenios oblongos, 0.6 mm de largo; vilano de cerdas ca 2 mm de largo.

## Taxonomía
El género fue descrito por Hugh Algernon Weddell  y publicado en Chloris Andina 1(4–6): 151. 1855[1856]. La especie tipo es: Gamochaeta americana (Mill.) Wedd.

### Sinónimos
- Gamochaetopsis Anderb. & S.E.Freire,
- Stuckertiella Beauverd

## Especies
A continuación se brinda un listado de las especies del género Gamochaeta aceptadas hasta septiembre de 2022, ordenadas alfabéticamente. Para cada una se indica el nombre binomial seguido del autor, abreviado según las convenciones y usos.
- Gamochaeta aliena (Hook. & Arn.) Cabrera
- Gamochaeta alpina (Poepp. & Endl.) S.E.Freire & Anderb.
- Gamochaeta ambatensis Ariza
- Gamochaeta americana (Mill.) Wedd.
- Gamochaeta andina (Phil.) Cabrera
- Gamochaeta antarctica (Hook.f.) Cabrera
- Gamochaeta antillana (Urb.) Anderb.
- Gamochaeta argentina Cabrera
- Gamochaeta argyrinea G.L.Nesom
- Gamochaeta axillaris (J.Rémy) Cabrera
- Gamochaeta badillana (Aristeg.) Anderb.
- Gamochaeta beckii Urtubey & S.E.Freire
- Gamochaeta berteroana (DC.) Cabrera
- Gamochaeta boliviensis (Anderb. & S.E.Freire) M.O.Dillon & Sagást.
- Gamochaeta brasiliana Deble
- Gamochaeta cabrerae Anderb.
- Gamochaeta calviceps (Fernald) Cabrera
- Gamochaeta camaquaensis Deble
- Gamochaeta capitata Wedd.
- Gamochaeta chamissonis (DC.) Cabrera
- Gamochaeta chilensis Deble
- Gamochaeta chionesthes G.L.Nesom
- Gamochaeta depilata (Phil.) Cabrera
- Gamochaeta deserticola Cabrera
- Gamochaeta diffusa Deble & Marchiori
- Gamochaeta erecta Deble
- Gamochaeta falcata (Lam.) Cabrera
- Gamochaeta filaginea (DC.) Cabrera
- Gamochaeta girardiana Deble & A.S.Oliveira
- Gamochaeta grazielae (Rizzini) Deble
- Gamochaeta humilis Wedd.
- Gamochaeta longipedicellata Cabrera
- Gamochaeta lulioana S.E.Freire & Iharl.
- Gamochaeta malvinensis (H.Koyama) T.R.Dudley
- Gamochaeta meridensis V.M.Badillo
- Gamochaeta monticola (Phil.) Cabrera
- Gamochaeta neuquensis Cabrera
- Gamochaeta nigrevestis Deble & Marchiori
- Gamochaeta nivalis Cabrera
- Gamochaeta oligantha (Phil.) L.E.Navas
- Gamochaeta pensylvanica (Willd.) Cabrera
- Gamochaeta peregrina (Beauverd) S.E.Freire & Anderb.
- Gamochaeta platensis (Cabrera) Cabrera
- Gamochaeta polybotrya (Phil.) Cabrera
- Gamochaeta procumbens (Phil.) Cabrera
- Gamochaeta purpurea (L.) Cabrera
- Gamochaeta ramosa S.E.Freire, N.Bayón & C.M.Baeza
- Gamochaeta rizzinii Cabrera
- Gamochaeta serpyllifolia Wedd.
- Gamochaeta simplicicaulis (Willd. ex Spreng.) Cabrera
- Gamochaeta sphacelata (Kunth) Cabrera
- Gamochaeta spiciformis (Sch.Bip.) Cabrera
- Gamochaeta stachidifolia (Lam.) Cabrera
- Gamochaeta stagnalis (I.M.Johnst.) Anderb.
- Gamochaeta standleyi (Steyerm.) G.L.Nesom
- Gamochaeta suffruticosa (Phil.) Anderb.
- Gamochaeta thouarsii (Spreng.) Anderb.
- Gamochaeta ustulata (Nutt.) Holub
- Gamochaeta valparadisea (Phil.) Anderb.
- Gamochaeta villaroelii (Phil.) Cabrera